# 倍他唑
倍他唑（英語：或 ametazole，盐酸盐称为gastramine或histalog）是一种含氮有机化合物，化学式C5H9N3，属于組胺H2受體（H2受体）的激动剂，能用作胃刺激剂。